# آرماندو گونسالس
آرماندو گونسالس (اسپانیایی: Armando González‎) بازیکن فوتبال اهل پاراگوئه بود.
از باشگاه‌هایی که در آن بازی کرده‌است می‌توان به باشگاه فوتبال دپورتیوو پریرا و باشگاه فوتبال ایندپندینته مدئین اشاره کرد.
وی همچنین در تیم ملی فوتبال پاراگوئه بازی کرده‌است.